# Canottaggio ai Giochi della XXXI Olimpiade - 2 di coppia femminile
La gara del 2 di coppia femminile dei Giochi della XXXI Olimpiade si è svolta tra il 6 e l'11 agosto 2016. Hanno partecipato 13 equipaggi.

## Risultati

### Batterie
| Pos. | Atleti                                     | Nazione       | Tempo   | Note  |
| ---- | ------------------------------------------ | ------------- | ------- | ----- |
| 1    | Donata Vištartaitė Milda Valčiukaitė       | Lituania      | 7:04.82 | S A/B |
| 2    | Victoria Thornley Katherine Grainger       | Gran Bretagna | 7:05.32 | S A/B |
| 3    | Helene Lefebvre Elodie Ravera-Scaramozzino | Francia       | 7:05.65 | S A/B |
| 4    | Mareike Adams Marie-Cathérine Arnold       | Germania      | 7:13.49 | R     |
| 5    | Lisbet Jakobsen Nina Hollensen             | Danimarca     | 7:18.92 | R     |

| Pos. | Atleti                                      | Nazione     | Tempo   | Note  |
| ---- | ------------------------------------------- | ----------- | ------- | ----- |
| 1    | Magdalena Fularczyk-Kozłowska Natalia Madaj | Polonia     | 7:16.16 | S A/B |
| 2    | Zhu Weiwei Lyu Yang                         | Cina        | 7:25.19 | S A/B |
| 3    | Yulia Bichik Tatsiana Kukhta                | Bielorussia | 7:27.22 | S A/B |
| 4    | Ellen Tomek Meghan O'Leary                  | Stati Uniti | 7:46.92 | R     |

| Pos. | Atleti                                 | Nazione       | Tempo   | Note  |
| ---- | -------------------------------------- | ------------- | ------- | ----- |
| 1    | Eve MacFarlane Zoe Stevenson           | Nuova Zelanda | 7:14.31 | S A/B |
| 2    | Genevieve Horton Sally Kehoe           | Australia     | 7:17.34 | S A/B |
| 3    | Aikaterini Nikolaidou Sofia Asoumanaki | Grecia        | 7:20.64 | S A/B |
| 4    | Kristyna Fleissnerova Lenka Antosova   | Rep. Ceca     | 7:35.85 | R     |

### Ripescaggio
| Pos. | Atleti                               | Nazione     | Tempo   | Note  |
| ---- | ------------------------------------ | ----------- | ------- | ----- |
| 1    | Mareike Adams Marie-Cathérine Arnold | Germania    | 7:00.54 | S A/B |
| 2    | Ellen Tomek Meghan O'Leary           | Stati Uniti | 7:00.60 | S A/B |
| 3    | Kristyna Fleissnerova Lenka Antosova | Rep. Ceca   | 7:03.68 | S A/B |
| 4    | Lisbet Jakobsen Nina Hollensen       | Danimarca   | 7:04.35 | EL    |

### Semifinali
| Pos. | Atleti                                 | Nazione       | Tempo   | Note |
| ---- | -------------------------------------- | ------------- | ------- | ---- |
| 1    | Aikaterini Nikolaidou Sofia Asoumanaki | Grecia        | 6:51.99 | FA   |
| 2    | Donata Vištartaitė Milda Valčiukaitė   | Lituania      | 6:52.46 | FA   |
| 3    | Ellen Tomek Meghan O'Leary             | Stati Uniti   | 6:52.92 | FA   |
| 4    | Eve MacFarlane Zoe Stevenson           | Nuova Zelanda | 6:52.97 | FB   |
| 5    | Mareike Adams Marie-Cathérine Arnold   | Germania      | 6:58.70 | FB   |
| 6    | Zhu Weiwei Lyu Yang                    | Cina          | 7:05.31 | FB   |

| Pos. | Atleti                                      | Nazione       | Tempo   | Note |
| ---- | ------------------------------------------- | ------------- | ------- | ---- |
| 1    | Magdalena Fularczyk-Kozłowska Natalia Madaj | Polonia       | 6:50.63 | FA   |
| 2    | Victoria Thornley Katherine Grainger        | Gran Bretagna | 6:52.47 | FA   |
| 3    | Helene Lefebvre Elodie Ravera-Scaramozzino  | Francia       | 6:54.34 | FA   |
| 4    | Genevieve Horton Sally Kehoe                | Australia     | 6:55.37 | FB   |
| 5    | Yulia Bichik Tatsiana Kukhta                | Bielorussia   | 6:57.64 | FB   |
| 6    | Kristyna Fleissnerova Lenka Antosova        | Rep. Ceca     | 7:03.79 | FB   |

### Finali
| Pos. | Atleti                               | Nazione       | Tempo   | Note |
| ---- | ------------------------------------ | ------------- | ------- | ---- |
| 7    | Mareike Adams Marie-Cathérine Arnold | Germania      | 7:39.82 |      |
| 8    | Yulia Bichik Tatsiana Kukhta         | Bielorussia   | 7:40.48 |      |
| 9    | Genevieve Horton Sally Kehoe         | Australia     | 7:42.30 |      |
| 10   | Kristyna Fleissnerova Lenka Antosova | Rep. Ceca     | 7:43.77 |      |
| 11   | Zhu Weiwei Lyu Yang                  | Cina          | 7:45.68 |      |
| 12   | Eve MacFarlane Zoe Stevenson         | Nuova Zelanda | 7:50.74 |      |

| Pos.    | Atleti                                      | Nazione       | Tempo   | Note |
| ------- | ------------------------------------------- | ------------- | ------- | ---- |
| Oro     | Magdalena Fularczyk-Kozłowska Natalia Madaj | Polonia       | 7:40.10 |      |
| Argento | Victoria Thornley Katherine Grainger        | Gran Bretagna | 7:41.05 |      |
| Bronzo  | Donata Vištartaitė Milda Valčiukaitė        | Lituania      | 7:43.76 |      |
| 4       | Aikaterini Nikolaidou Sofia Asoumanaki      | Grecia        | 7:48.62 |      |
| 5       | Helene Lefebvre Elodie Ravera-Scaramozzino  | Francia       | 7:52.03 |      |
| 6       | Ellen Tomek Meghan O'Leary                  | Stati Uniti   | 8:06.18 |      |